# Filippo Baglioni
Filippo Baglioni (Ortona a Mare, 4 dicembre 1827 – Chieti, 2 ottobre 1901) è stato un politico italiano.
Conte di Civitella Messer Raimondo, fu sindaco di Chieti dal 1876 al 1878 e venne eletto deputato alla Camera del Regno d'Italia per due legislature (XV e XVI).